# Большой город (фильм)
«Большой город» (бенг. মহানগর, Mahanagar) — чёрно-белый фильм-драма 1963 года индийского режиссёра Сатьяджита Рая.

## Сюжет
Действия фильма разворачиваются в Калькутте в 1950-х годах. Арати вынуждена устроиться на свою первую работу, так как доходов её мужа не хватает для обеспечения семьи. Это решение носит чисто финансовый оттенок и принято, несмотря на сопротивление родственников. Впоследствии Арати приобретает финансовую независимость. В конечном счёте, её муж теряет работу и она становится единственным кормильцем. Они начинают отдаляться друг от друга.
На работе Арати сближается с Эдит, которую недолюбливает босс из-за её английского происхождения. Ослеплённый предрассудками, он увольняет Эдит. Арати заступается за неё, но её тоже увольняют. Теперь ни Арати, ни её муж не имеют работы. После первоначального шока они мирятся, а Арати уверена, что в таком большом городе, по крайней мере один из них найдёт работу.

## В ролях
| Актёр              | Роль                      |
| ------------------ | ------------------------- |
| Анил Чаттерджи     | Субрата Мазумдар          |
| Мадхаби Мукхерджи  | Арати Мазумдар            |
| Джайя Бхадури      | Бани                      |
| Харен Чаттерджи    | Прийогопал (отец Субрата) |
| Сефалика Деви      | Сароджини (мать Субрата)  |
| Прасенджит Саркар  | Пинту                     |
| Харадхан Баннерджи | Химангшу Мукхерджи        |
| Вики Редвуд        | Эдит                      |

## Награды и номинации
| Награды и номинации | Награды и номинации      | Награды и номинации                      | Награды и номинации | Награды и номинации |
| Год                 | Фестиваль                | Категория                                | Номинирован(а)      | Итог                |
| ------------------- | ------------------------ | ---------------------------------------- | ------------------- | ------------------- |
| 1964                | Берлинский кинофестиваль | «Серебряный медведь» за лучшую режиссуру | Сатьяджит Рай       | Победа              |
| 1964                | Берлинский кинофестиваль | «Золотой медведь»                        | Сатьяджит Рай       | Номинация           |